# 各各他浸信会 (曼哈顿)
美国纽约市曼哈顿的各各他浸信会（Calvary Baptist Church）成立于1847年，目前位于第六大道和第七大道之间的西57街123号，靠近卡内基大厅。各各他浸信会是一个独立的教会，不附属于任何组织。现任主任牧师是大卫·保罗·爱泼斯坦（David Paul Epstein），电视名人Kathie Lee Gifford的兄弟。